# 愛知県道315号下横須賀大島線
愛知県道315号下横須賀大島線（あいちけんどう315ごう しもよこすかおおしません）は、愛知県西尾市内を通る一般県道である。矢作古川の左岸沿いを南北に通る。

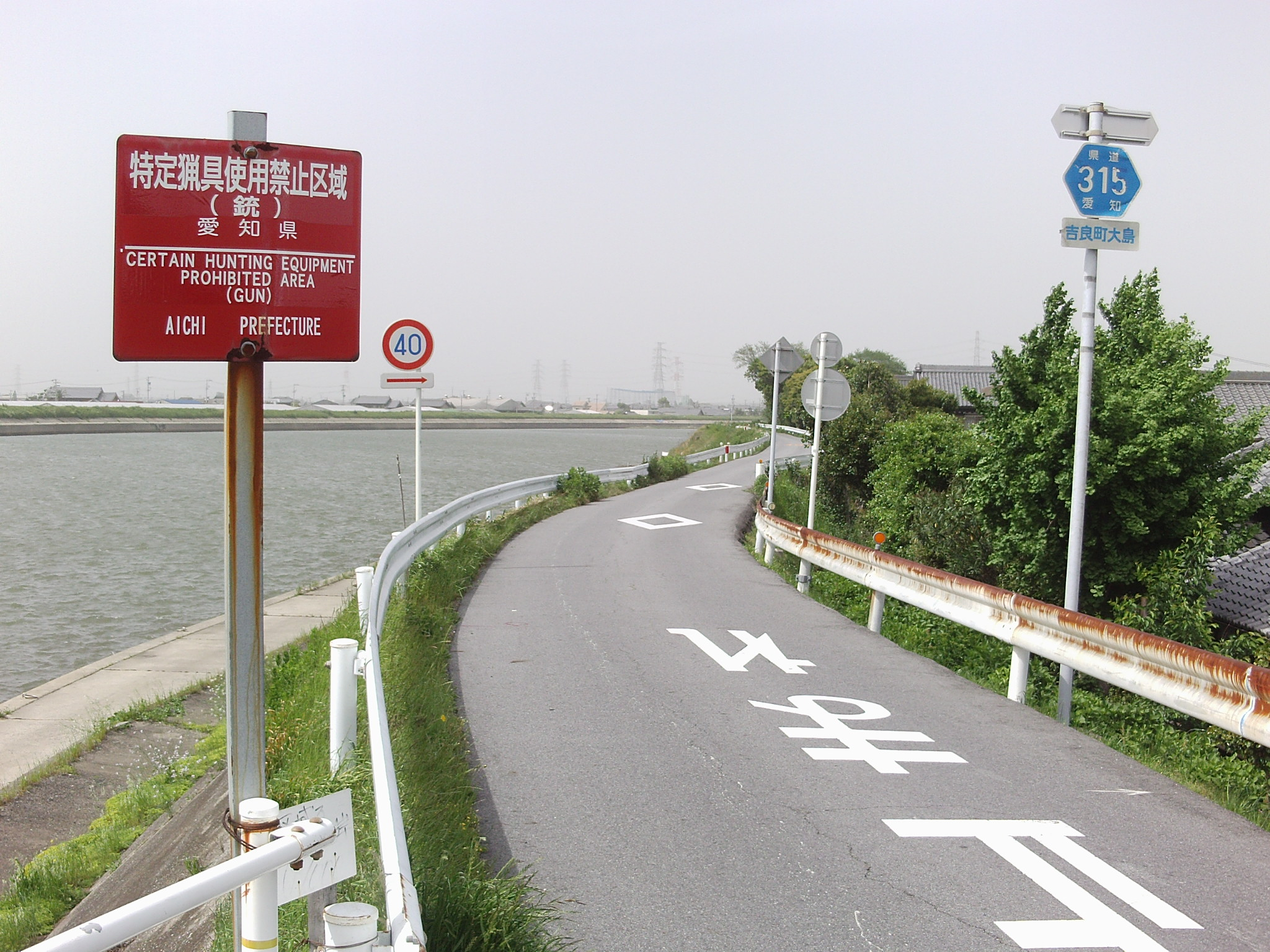
大島（終点）。堤防道路で道幅は狭い。三河湾に注ぐ矢作古川の河口付近。

## 概要

### 路線データ
- 起点：愛知県西尾市吉良町下横須賀
- 終点：愛知県西尾市吉良町大島
- 総延長：約3.8km

## 沿革
- 1959年12月15日：認定

## 交通規制
- 全線に亘り最高速度40km/時。

## 通過する自治体
- 愛知県西尾市

## 接続する道路
- 愛知県道41号西尾幸田線（富川橋東交差点）
- 愛知県道312号荻原巨海線
- 愛知県道313号荻原一色線
- 国道247号

## 沿線・周辺
- 西尾ゴルフクラブ